# خولیو باسکونیان
خولیو باسکونیان (اسپانیایی: Julio Bascuñán‎؛ زادهٔ ۱۱ ژوئن ۱۹۷۸) داور فوتبال اهل شیلی است.
وی از سال ۲۰۰۹ در لیگ برتر فوتبال شیلی و از سال ۲۰۱۱ در مسابقات بین‌المللی قضاوت میکند.